# Jevgeni Petrov (wielrenner)
Jevgeni Vladimirovitsj Petrov (Russisch: Евгений Владимирович Петров; Belovo, 25 mei 1978) is een voormalig Russisch wielrenner.

## Carrière
De in Belovo geboren Petrov werd in 2000 wereldkampioen bij de beloften in zowel de individuele tijdrit als in de wegwedstrijd. Hij werd een jaar later prof bij Mapei-Quick Step, waar hij een jaar later in de speciale ploeg met jongere renners zou rijden. Petrov won in zijn eerste profjaar een etappe in de Ronde van de Ain. Een jaar later won hij de Ronde van de Toekomst, de Ronde van Slovenië, samen met Filippo Pozzato de koppeltijdrit Duo Normand en werd Russisch kampioen tijdrijden. De volgende drie jaar reed Petrov bij evenzoveel teams (achtereenvolgens iBanesto.com, Saeco en Lampre-Caffita) maar overwinningen bleven uit. Wel werd hij tiende in de Ronde van Catalonië, vijfde in de Ronde van Zwitserland en tweede in de Ronde van Trentino.
Tijdens de Ronde van Frankrijk van 2005, waarin Petrov als een van de kopmannen van zijn ploeg was gestart, mocht hij niet meer starten tijdens de tiende etappe, omdat zijn hematocrietgehalte te hoog bleek.
Eind 2014 werd hij door La Gazzetta dello Sport genoemd als een van de patiënten van Michele Ferrari.
Eind 2016 beëindigde Petrov zijn loopbaan. Hij reed toen voor het Russische Tinkoff.

## Overwinningen
2000
 Europees kampioen tijdrijden, Beloften
 Russisch kampioen tijdrijden, Elite
Coppa della Pace
1e etappe Ronde van de Aostavallei
 Wereldkampioen tijdrijden, Beloften
 Wereldkampioen op de weg, Beloften
2001
2e etappe Ronde van de Ain
2002
Duo Normand
5e etappe Ronde van Slovenië
Eind- en puntenklassement Ronde van Slovenië
 Russisch kampioen individuele tijdrit op de weg, Elite
Eindklassement Ronde van de Toekomst
2003
2e etappe Ronde van Castilië en León (ploegentijdrit)
2010
11e etappe Ronde van Italië
2014
6e etappe Ronde van Oostenrijk

## Resultaten in voornaamste wedstrijden
| Jaar | Ronde van Italië | Ronde van Frankrijk | Ronde van Spanje |
| ---- | ---------------- | ------------------- | ---------------- |
| 2001 |                  |                     |                  |
| 2002 |                  |                     |                  |
| 2003 |                  | 53e                 |                  |
| 2004 |                  | 38e                 |                  |
| 2005 | 50e              | opgave              |                  |
| 2006 | 57e              |                     | 18e              |
| 2007 | 7e               |                     |                  |
| 2008 | 29e              |                     | 43e              |
| 2009 | 34e              |                     |                  |
| 2010 | 31e (1)          |                     |                  |
| 2011 | 39e              |                     | 65e              |
| 2012 | 61e              |                     |                  |
| 2013 | 25e              |                     |                  |
| 2014 | 48e              |                     |                  |
| 2015 |                  |                     |                  |
| 2016 | 75e              |                     |                  |

| Jaar | Milaan-San Remo | Amstel Gold Race | Luik-Bast.‑Luik | Ronde van Lombardije | Waalse Pijl |  | WK op de weg |  | Wereldranglijsten |
| ---- | --------------- | ---------------- | --------------- | -------------------- | ----------- |  | ------------ |  | ----------------- |
| 2001 |                 |                  |                 |                      |             |  | 86e          |  |                   |
| 2002 |                 |                  |                 |                      |             |  | 150e         |  |                   |
| 2003 | 83e             | 67e              | opgave          |                      | 49e         |  | 69e          |  |                   |
| 2004 | 86e             | opgave           | 73e             |                      |             |  |              |  |                   |
| 2005 |                 |                  |                 |                      |             |  | opgave       |  |                   |
| 2006 |                 | opgave           | 84e             |                      | 87e         |  |              |  | 82e (UPT)         |
| 2007 |                 |                  | 60e             | opgave               | 58e         |  | opgave       |  |                   |
| 2008 |                 |                  | 28e             | 69e                  |             |  | opgave       |  |                   |
| 2009 |                 |                  |                 | 72e                  |             |  |              |  | 233e (UWK)        |
| 2010 |                 |                  |                 |                      |             |  |              |  | 131e (UWK)        |
| 2011 |                 |                  |                 | opgave               |             |  |              |  |                   |
| 2012 |                 | 68e              | 103e            |                      | opgave      |  |              |  |                   |
| 2013 |                 |                  |                 |                      |             |  |              |  |                   |
| 2014 |                 |                  |                 |                      |             |  |              |  |                   |
| 2015 |                 | opgave           |                 |                      | opgave      |  |              |  |                   |
| 2016 |                 | opgave           |                 |                      | opgave      |  |              |  |                   |

## Ploegen
- 2000 –  Mapei-Quick Step (stagiair vanaf 1-9)
- 2001 –  Mapei-Quick Step
- 2002 –  Mapei-Quick Step-Latexco
- 2003 –  iBanesto.com
- 2004 –  Saeco
- 2005 –  Lampre-Caffita
- 2006 –  Lampre-Fondital
- 2007 –  Tinkoff Credit Systems
- 2008 –  Tinkoff Credit Systems
- 2009 –  Team Katjoesja
- 2010 –  Team Katjoesja
- 2011 –  Pro Team Astana
- 2012 –  Astana Pro Team
- 2013 –  Team Saxo-Tinkoff
- 2014 –  Tinkoff-Saxo
- 2015 –  Tinkoff-Saxo
- 2016 –  Tinkoff

Baffi · Bartoli · Beltrán · Bettini · Bodrogi · Bramati · Chesini · Cioni · D'Amore · Faresin · Fernández Ginés · Figueras · Fornaciari · Freire  · Hoste · Hulsmans · Koehler · Lanfranchi · Leysen · McRae · Merckx · Museeuw · Nardello · Nocentini · Noè · Paolini · Peeters · Pozzato · Ratti · Rizzi · Rodriguez · Scinto · Steels · Tafi · Tani · Tonkov · van Heeswijk · Wegelius · Zanini · Cancellara (stagiair) · Petrov (stagiair) · Rogers (stagiair)
Aggiano · Baffi · Ballerini (tot 15/04) · Bartoli · Beltrán · Bettini · Bodrogi · Bramati · Cañada · Cancellara · Cheula · Cioni · D'Amore · Eisel · Fornaciari · Freire  · Garzelli · Gasparre · Horrillo · Hulsmans · Koehler · Lanfranchi · Leysen · McGrory · Nardello · Nocentini · Noè · Paolini · Petrov · Pozzato · Ratti · Rizzi · Rogers · Scinto · Sinkewitz · Steels · Tafi · Tani · Wegelius · Zanini · Zerzáň · Davis (stagiair) · Devolder (stagiair) · Willems (stagiair)
Aggiano · Baffi · Bettini · Bodrogi · Bramati · Cañada · Cancellara · Cheula · Cioni · Clerc · De Waele · Eisel · Evans · Fornaciari · Freire  · Garzelli · Gilmore · Horrillo · Hulsmans · Hunter · Martinez · McGrory · Nardello · Noè · Paolini · Petrov · Pozzato · Ratti · Rogers · Scinto · Steels · Tafi · Trampusch · Wegelius · Willems · Zanini · Davis (stagiair) · Moeravjov (stagiair)
Arrieta ·
Flecha ·
García ·
Gutiérrez ·
Jiménez ·
Karpets ·
Lastras ·
López ·
Mancebo ·
Mateos ·
Mensjov ·
Mercado ·
Odriozola ·
A. Osa ·
U. Osa ·
Pascual ·
Petrov ·
Piepoli ·
Plaza ·
Zandio
Balducci · Bertagnolli · Bonomi · Bucciero · Casagranda · Celestino · Commesso · Cunego · Di Luca · Fornaciari · Fuentes · Gavazzi · Glomser · Loosli · Ludewig · Matzbacher · Mazzoleni · Petrov · Pieri · Sabaliauskas · Simoni · Spezialetti · Štangelj · Szmyd · Tonti · Bates (stagiair) · Franzoi (stagiair) · Magallanes (stagiair)
Ballan ·
Bennati · 
Bonomi ·     
Bortolami ·
Commesso ·
Cunego ·
Figueras · 
Fornaciari · 
Franzoi · 
Fuentes · 
Glomser ·
Kvatsjoek ·
Loosli ·
Marzano ·
Marzoli ·
Matzbacher · 
Mazzoleni ·
Petrov · 
Pieri (tot 31/07) · 
Sabaliauskas · 
Righi ·
Scotto D'Abusco (tot 31/05) ·
Simoni · 
Spezialetti ·
Štangelj ·
Szmyd · 
Tonti ·
Vila ·
Bono (stagiair) ·
Gavazzi (stagiair) ·
Possoni (stagiair)
Ballan ·
Bennati · 
Bono ·     
Bruseghin ·
Carrara ·
Castañeda ·
Commesso ·
Corioni ·
Cunego ·
Figueras · 
Fornaciari · 
Franzoi · 
Loosli ·
Marzano ·
Marzoli · 
Napolitano ·
Petrov · 
Possoni · 
Righi ·
Sabaliauskas (tot 30/06) ·
Santambrogio ·
Štangelj ·
Szmyd · 
Tiralongo ·
Valjavec · 
Vila ·
Gavazzi (stagiair) ·
Wu (stagiair) ·
Xu (stagiair)
Aggiano · 
Broett · 
Commesso ·
Contrini ·
Hamilton · 
Hondo (tot 30/04) · 
Ignatjev ·
Jaksche (tot 30/06) ·
Kiryjenka · 
Klimov · 
Marzoli · 
Mindlin · 
Petrov ·    
Rovny · 
Serov · 
Serrano ·  
Troesov · 
Tsjernetski ·
Weigold ·
Bisolti (stagiair) ·
Gottfried (stagiair) ·
Riccio (stagiair)   
Broett · 
Chatoentsev ·
Contrini ·
Gottfried · 
Ignatjev ·
Jeskov ·
Kiryjenka · 
Klimov · 
Loddo ·  
Mazzanti · 
Pedraza ·  
Petrov ·  
Riccio ·
Rovny · 
Serov · 
Serrano ·  
Sobal ·
Troesov · 
Tsjernetski ·
Contoli (stagiair) ·
Graziato (stagiair) ·
Marycz (stagiair)   
Bodrogi · 
Botsjarov ·
Broett · 
Colom · 
Dehaes (tot 30/06) ·
Galimzjanov ·
Horrach · 
Ignatjev · 
Ivanov ·
Jeskov ·
Karpets · 
Klimov · 
Markov · 
Mazzanti · 
McEwen · 
Michajlov ·  
Napolitano · 
Petrov · 
Pfannberger · 
Pozzato · 
Rovny · 
Serov · 
Steegmans (tot 31/07) · 
Swift · 
Troesov · 
Vandenbergh · 
Vantomme ·
Debusschere (stagiair) ·
Ovetsjkin (stagiair) 
Bandiera · 
Bodrogi · 
Botsjarov ·
Broett · 
Caruso ·
Chalilov ·
Galimzjanov ·
Goesev ·
Horrach · 
Ignatjev · 
Ivanov ·
Jeskov ·
Karpets ·
Kirchen (tot 31/07) · 
Klimov · 
Kolobnev ·
Kritski ·
Mazzanti · 
McEwen ·   
Napolitano ·
Ovetsjkin · 
Petrov · 
Pliușchin · 
Pozzato · 
Rodríguez · 
Silin · 
Troesov · 
Vandenbergh · 
Vantomme ·
Vorganov ·
Antonov (stagiair) ·
Mironov (stagiair) ·
Porsev (stagiair)
Bazajev ·
Clarke ·
Davis ·
Di Grégorio ·
Dyaçenko ·
Fofonov ·
Gasparotto ·
Hryvko ·
M. Iglinski · 
V. Iglinski ·
Jufré ·
Kangert ·
Kasjetsjkin ·
Kessiakoff ·
Kirejev (tot 15/08) ·
Kišerlovski ·
Kreuziger ·
Lorenzetto ·
Masciarelli ·
Mizoerov ·
Nepomnyaşşïy ·
Petrov ·
Renev ·
Štangelj ·  
Tiralongo · 
Vaitkus ·
Vinokoerov ·
Zejts ·
Groezdev (stagiair) ·
Joemabekov (stagiair) ·
Sjoetsjemojin (stagiair) ·
Tlewbajev (stagiair)
Aru ·
Bazajev ·
Božič ·
Brajkovič ·
Dyaçenko ·
Fofonov ·
Gasparotto ·
Gavazzi ·
Groezdev ·
Guarnieri ·
Hryvko ·
M. Iglinski · 
V. Iglinski ·
Kangert ·
Kasjetsjkin ·
Kessiakoff ·
Kišerlovski ·
Kreuziger ·
Masciarelli (tot 31/05) ·
Moeravjov ·
Nepomnyaşşïy ·
Petrov ·
Ponzi ·
Renev ·
Seeldraeyers · 
Silin · 
Tiralongo · 
Vinokoerov  ·
Zejts
Bennati ·
Boaro ·
Breschel ·
Cantwell · 
Christensen ·
Contador ·
Duggan ·
Hernández ·
Juul-Jensen ·
Jørgensen ·
Kreuziger ·
Kroon ·
Kump ·
Lund ·
Majka ·
McCarthy ·
Miyazawa ·
Mørkøv ·
Noval ·
Petrov ·
Paulinho ·
Pires ·
Roche ·
Rogers ·
C. A. Sørensen ·
N. Sørensen · 
Sutherland ·
Tosatto ·
Zaugg ·
Hansen (stagiair) ·
Poljański (stagiair)
Beltrán · Bennati · Boaro · Breschel · Contador · Hansen · Hernández · Juul-Jensen · Kolář · Kreuziger · Kroon · Kump · Majka · McCarthy · Mørkøv · Paulinho · Petrov · Pires · Poljański · Roche · Rogers · Rovny · C.A. Sørensen · N. Sørensen · Sutherland · Tosatto · Troesov · Valgren · Zaugg · Guldhammer (stagiair)
Basso · Beltrán · Bennati · Boaro · Bodnar · Breschel · Broett · Contador · Hansen · Hernández · Juul-Jensen · Kišerlovski · Kolář · Kreuziger · Majka · McCarthy · Mørkøv · Paulinho · Petrov · Pires · Poljański · Rogers · Rovny · J. Sagan · P. Sagan  · Sørensen · Tosatto · Troesov · Valgren · Zaugg · Gogl (stagiair) · Großschartner (stagiair) · Tolhoek (stagiair)
Baška · Bennati · Blythe · Boaro · Bodnar · Broett · Contador · Gatto · Gogl · Hansen · Hernández · Kišerlovski · Kolář · Kreuziger · Majka · McCarthy · Paulinho · Petrov · Poljański · Rogers · Rovny · J. Sagan · P. Sagan   · Tosatto · Trofimov · Troesov · Valgren · Ballerini (stagiair) · Fortunato (stagiair) · Montagnoli (stagiair)